# Heimia salicifolia
Heimia salicifolia är en fackelblomsväxtart som först beskrevs av Carl Sigismund Kunth, och fick sitt nu gällande namn av Heinrich Friedrich Link. Heimia salicifolia ingår i släktet Heimia och familjen fackelblomsväxter. Inga underarter finns listade i Catalogue of Life.

## Bildgalleri

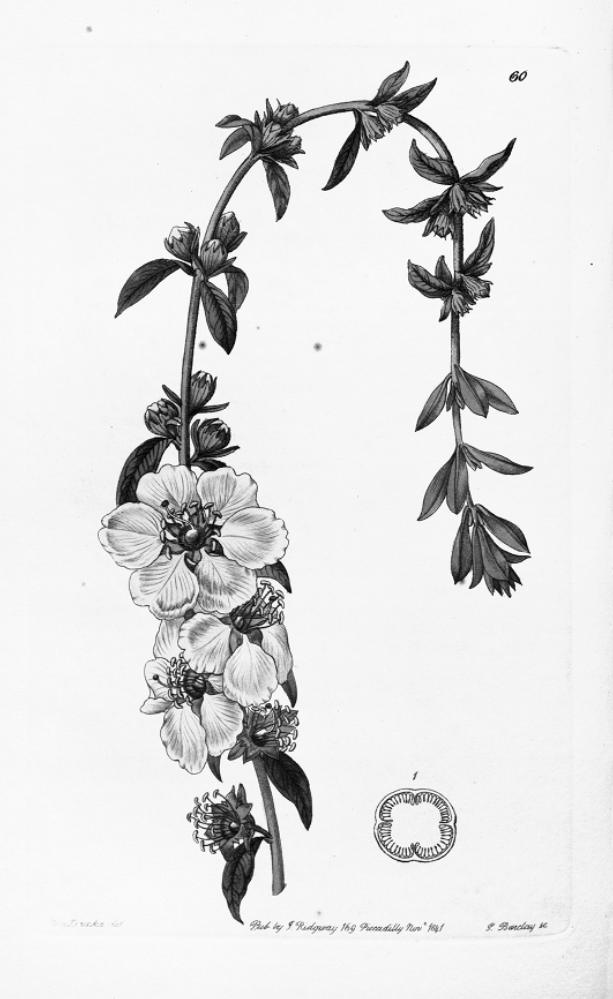
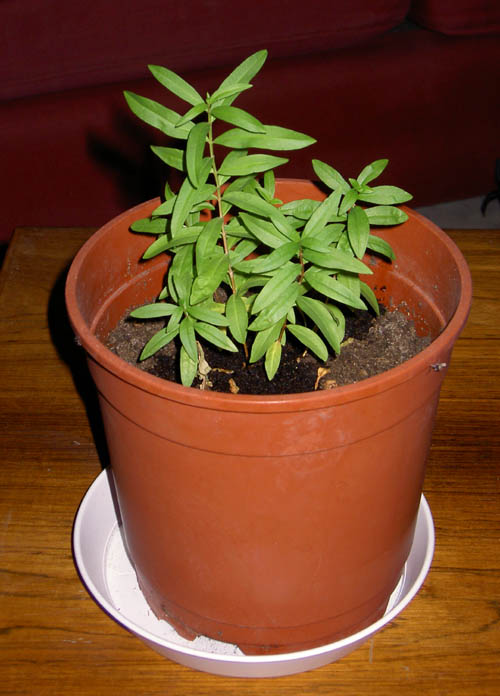
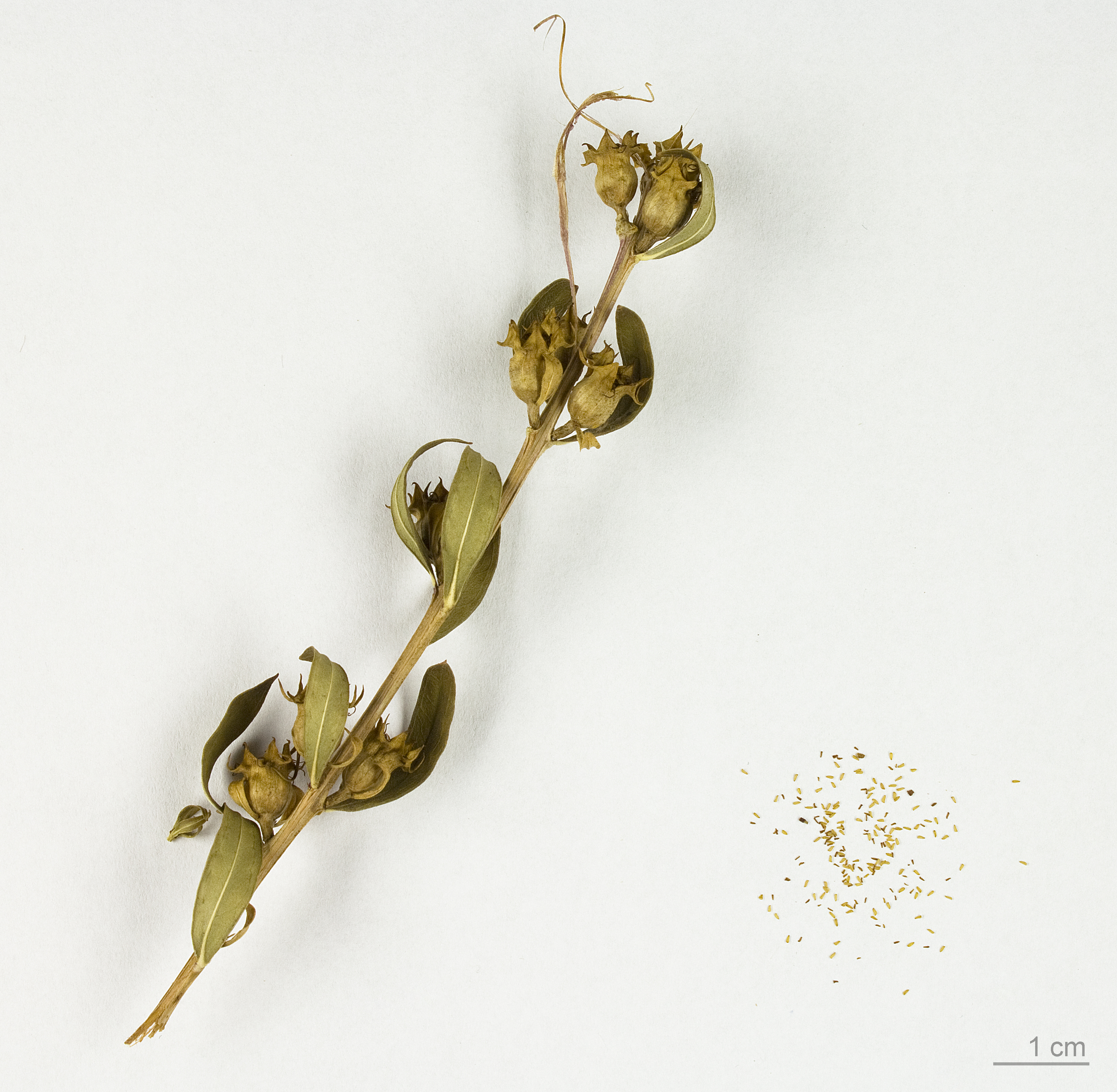